# Мурэкк
Мурек (нем. Mureck, прек. Cmürek, словен. Cmurek) — город  в Австрии, в федеральной земле Штирия. 
Входит в состав округа Зюдостштайермарк.  Население составляет 1579 человек (на 31 декабря 2005 года). Занимает площадь 5,0 км². Официальный код  —  6 15 11.

## Политическая ситуация
Бургомистр коммуны — Йозеф Галлер (АНП) по результатам выборов 2005 года.
Совет представителей коммуны (нем. Gemeinderat) состоит из 15 мест.
- АНП занимает 8 мест.
- СДПА занимает 5 мест.
- Зелёные занимают 2 места.